# Hukommelseskort-adapter
En hukommelseskort-adapter eller pt. mest kendt som en flash-kortadapter, hukommelseskort-læser, flash-kortlæser eller flash card reader – og mindre kendt som flash RAM læser, er en mindre boks, som kan formidle læseadgang og skriveadgang mellem en eller flere typer hukommelseskorts grænseflader, og som typisk har en USB-grænseflade. Selvom de også kaldes hukommelseskort-læsere, flash-kortlæsere eller flash card readers, kan de som nævnt rent faktisk både skrive og læse flashlagerkort.
Man kan groft dele hukommelseskort-adaptere i følgende: Dem, der kun er beregnet til:
- én hukommelseskort-grænseflade ved USB 2.0 full-speed (12 Mbit/s, flest 2006) eller USB high-speed (480 Mbit/s, få).
- en del hukommelseskort.grænseflader typisk 6-in-1, 16-in-1, 18-in-1 og 19-in-1 ved USB 2.0 full-speed (12 Mbit/s, alle? 2006).
- flere hukommelseskort-grænseflader typisk 23-in-1 USB High-speed (480 Mbit/s, muligvis flest 2006). Har vist også understøttelse af SD ultra og muligvis SD Ultra II.
- mange hukommelseskort-grænseflader typisk 30-in-1, 52-in-1, 53-in-1 USB High-speed (480 Mbit/s, muligvis flest 2006). Har vist også understøttelse af SD extreme.

For lagerbehov på 2GB eller mere bør man se efter hukommelseskort-adapterer, der understøtter grænsefladen SDHC.